# Neoperla siveci
Neoperla siveci är en bäcksländeart som beskrevs av Peter Zwick 1980. Neoperla siveci ingår i släktet Neoperla och familjen jättebäcksländor. Inga underarter finns listade i Catalogue of Life.